# Dilophus brazilensis
Dilophus brazilensis är en tvåvingeart som först beskrevs av Hardy 1948.  Dilophus brazilensis ingår i släktet Dilophus och familjen hårmyggor. Inga underarter finns listade i Catalogue of Life.